# Шабликіно (Ішимський район)
Шабли́кіно (рос. Шаблыкино) — село у складі Ішимського району Тюменської області, Росія.
Населення — 444 особи (2010, 549 у 2002).
Національний склад станом на 2002 рік:
- росіяни — 94 %